# ウィスコンシン・デルズ駅
ウィスコンシン・デルズ駅（英語: Wisconsin Dells station）は、アメリカ合衆国ウィスコンシン州ウィスコンシン・デルズ ラクロス・ストリート100にある駅。 全米各地を結ぶ旅客鉄道のアムトラックが乗り入れている。

## 概要
現在の駅舎は1989年に建設された。

## 利用可能な鉄道路線／列車
アムトラックの停車する列車は下記の通り。
シカゴとシアトル / ポートランド間の夜行長距離列車エンパイア・ビルダー … 1往復 発着
※当駅にはシカゴ - シアトル間、シカゴ - ポートランド間の編成とも停車。ワシントン州のスポケーン駅にて連結および切り離しを行う。